# HD 182180
HD 182180，又名CD-2815767，SAO 188079、HR 7355，是一颗恒星，视星等为6.04，位于銀經10.68，銀緯-19.04，其B1900.0坐标为赤經19h 18m 16.1s，赤緯-28° -19.04′ 33″。